# Hideg-résbarlang
A Hideg-résbarlang az egyik olyan kis méretű üreg, amely a Duna–Ipoly Nemzeti Parkban lévő Pomázon, a Holdvilág-árokban található.

## Leírás
A Holdvilág-árki Domini-forrástól körülbelül 100 méterrel északkeletre, a völgy jobb oldalában, mintegy 5–6 méter relatív magasságban van egy sziklacsoport, melynek forrás felőli részében található az üreg.
Keskeny, vertikális irányú szája az andezittufa sziklából kelet felé néz a törmeléklejtő tetején. A bejáratot hasonlóan keskeny, körülbelül 30 centiméteres, 1 méter körüli magasságú, 4,15 méter hosszú hasadékfolyosó követi. A csak kúszva járható, kifelé lejtő folyosó alját laza kőtörmelék alkotja. Az üregből feltűnően hűvös levegő áramlik ki.
Előfordul irodalmában Hideg-lyuk néven is.

## Kialakulás
Kőzetrepedés menti elmozdulással keletkezett.

## Kutatástörténet
Eszterhás Istvánék kataszterező túrájuk során 1997-ben fedezték fel és írták le, térképezték fel az üreget. Korábbi említéséről nem tudni. A 2001. november 12-én készült Magyarország nemkarsztos barlangjainak irodalomjegyzéke című kézirat barlangnévmutatójában szerepel a Hideg-résbarlang. A barlangnévmutatóban meg van említve 1 irodalmi mű, amely foglalkozik az üreggel. A 366. tétel nem említi, a 365. tétel említi.
A 2014. évi Karsztfejlődésben megjelent tanulmányban az olvasható, hogy a Hideg-résbarlang széthúzódásos barlang. Figyelmet érdemelnek a nyári melegben hideg levegőt árasztó, kifúvó barlangok, mint amilyen például a Hideg-résbarlang. A Visegrádi-hegység 101 barlangjának egyike a Pomázon található barlang, amely 4,2 m hosszú és 1,2 m magas.